# Bloomberg L.P.
Bloomberg L.P. je americká společnost založená roku 1981 bývalým newyorským starostou Michaelem Bloombergem za pomoci Thomase Secundy. Firma poskytuje finanční služby, informace o dění na burzách cenných papírů, komoditních burzách apod.; vlastní také zpravodajskou televizní společnost Bloomberg TV. Sídlí v budově Bloomberg Tower v newyorské čtvrti Midtown Manhattan.